# Quercus senescens
Quercus senescens Hand.-Mazz. – gatunek rośliny z rodziny bukowatych (Fagaceae Dumort.). Występuje naturalnie w południowych Chinach – w prowincjach Kuejczou, Syczuan oraz Junnan, a także w Tybetańskim Regionie Autonomicznym. 

## Morfologia
PokrójZimozielone drzewo lub krzew. Dorasta do 15 m wysokości.
LiścieBlaszka liściowa jest owłosiona od spodu i ma kształt od owalnego do eliptycznie odwrotnie jajowatego. Mierzy 3–5 cm długości oraz 1,5–2,5 cm szerokości, jest całobrzega lub ząbkowana na brzegu, ma nasadę od zaokrąglonej do sercowatej i tępy wierzchołek. Ogonek liściowy jest omszony i ma 2–4 mm długości.
OwoceOrzechy zwane żołędziami o jajowatym kształcie, dorastają do 12–18 mm długości i 8–11 mm średnicy. Osadzone są pojedynczo w miseczkach w kształcie kubka, które mierzą 5–8 mm długości i 7–15 mm średnicy. Orzechy otulone są miseczkami do połowy ich długości.

## Biologia i ekologia
Rośnie w lasach zrzucających liście. Występuje na wysokości od 1900 do 3300 m n.p.m. Kwitnie od kwietnia do maja, natomiast owoce dojrzewają od września do października. 

## Zmienność
W obrębie tego gatunku wyróżniono jedną odmianę:
- Quercus senescens var. muliensis (Hu) Y.C.Hsu & H.Wei Jen